# Anisomorpha buprestoides
Anisomorpha buprestoides (PSG: 12) is een insect uit de orde Phasmatodea. Deze wandelende tak komt voor in het zuidoosten van de Verenigde Staten. In gevangenschap kan men ze voeren met liguster, eik, braam en bladeren van de rododendron. De relatieve luchtvochtigheid in het terrarium hoeft niet zo hoog te zijn, aangezien ze in een redelijk droog klimaat leven.
De mannetjes worden ongeveer 4 tot 5 cm groot en de vrouwtjes 6 tot 8 cm. Het duurt drie tot vier maanden voordat ze volwassen zijn en even lang om de eitjes te laten uitkomen. De voortplanting gebeurt alleen geslachtelijk.

## Kleurvarianten
Anisomorpha buprestoides komt in drie kleurvarianten voor:
- Bruin
- Oranje
- Wit

## Verdediging
Als verdediging kan deze soort een vloeistof uitscheiden die irriterend werkt op de slijmvliezen en de ogen.